# Karl Adam (teólogo)
Karl Adam (Pursruck, 22 de octubre de 1876-Tubinga, 1 de abril de 1966) fue un teólogo alemán católico, doctor por la Universidad de Múnich en Filosofía (1903) y en Teología (1904).
Ordenado presbítero en 1900, desarrolla su labor pastoral en una parroquia, antes de ser nombrado profesor de Moral en Estrasburgo. Pasa a Tubinga como profesor de Dogmática (1919-1944).

## Enseñanza
Brillante teólogo positivo, Adam trata con autoridad el primado romano, la penitencia y la eucaristía, según el pensamiento de los Santos Padres.
Juzga con exigencia y severidad las investigaciones aparecidas en abundancia entre las dos guerras mundiales.
De inteligencia abierta y penetrante, renueva la Apologética, además de tener el tema de Cristo y el Cuerpo de Cristo como leit motiv de toda su obra teológica, da una explicación interior del dogma.

## Legado
Al cumplir sus 75 y 80 años, teólogos de renombre mundial rindieron homenaje a su persona y a su obra. Le enjuician así:

«Siempre habéis sabido ver lo vivo y lo actual, lo mismo si vuestros esfuerzos se dirigían a esclarecer la teología de los Padres, que si se centraba en temas filosófico-religiosos o dogmáticos. Jamás fue para vos la Teología una ciencia de fórmulas y conceptos muertos, sino el intento de expresar en palabras lo inefable y esclarecer hic et nunc la realidad espiritual y sobrenatural»

## Obras
- Der Kirchenbegri.ff Tertulians, 1907;
- Die Eucharistielehre d. hl. Augustinus, 1908;
- Das Sog. Bubedik d. Papstes Kallistus, 1917;
- Die Sancta in Kath, Sicht, 1948;
- Die Geistige Entwicklung des Heiligen Augustinus, Darmstadt, 1954.

Un discípulo suyo, F. Hofmann, editó unos artículos de Adam en Gesainmelte Aufzütge zur Dogmengeschichte über und Theologie der Gegenwart, Ausburgo, 1936.
Traducidas al castellano se han publicado:
- La esencia del catolicismo, Barcelona 1955;
- Cristo nuestro hermano, Barcelona 1966;
- Jesucristo, Barcelona 1967;
- El Cristo de nuestra fe, Barcelona 1966.